# Stenay
Stenay é uma comuna francesa situada nas margens do Meuse, Departamento de Meuse da região de Grande Leste, na parte norte da planície da Woëvre. Em 2010 a comuna tinha 2 649 habitantes (densidade: 97,5 hab./km²).